# Charles Brackenbury

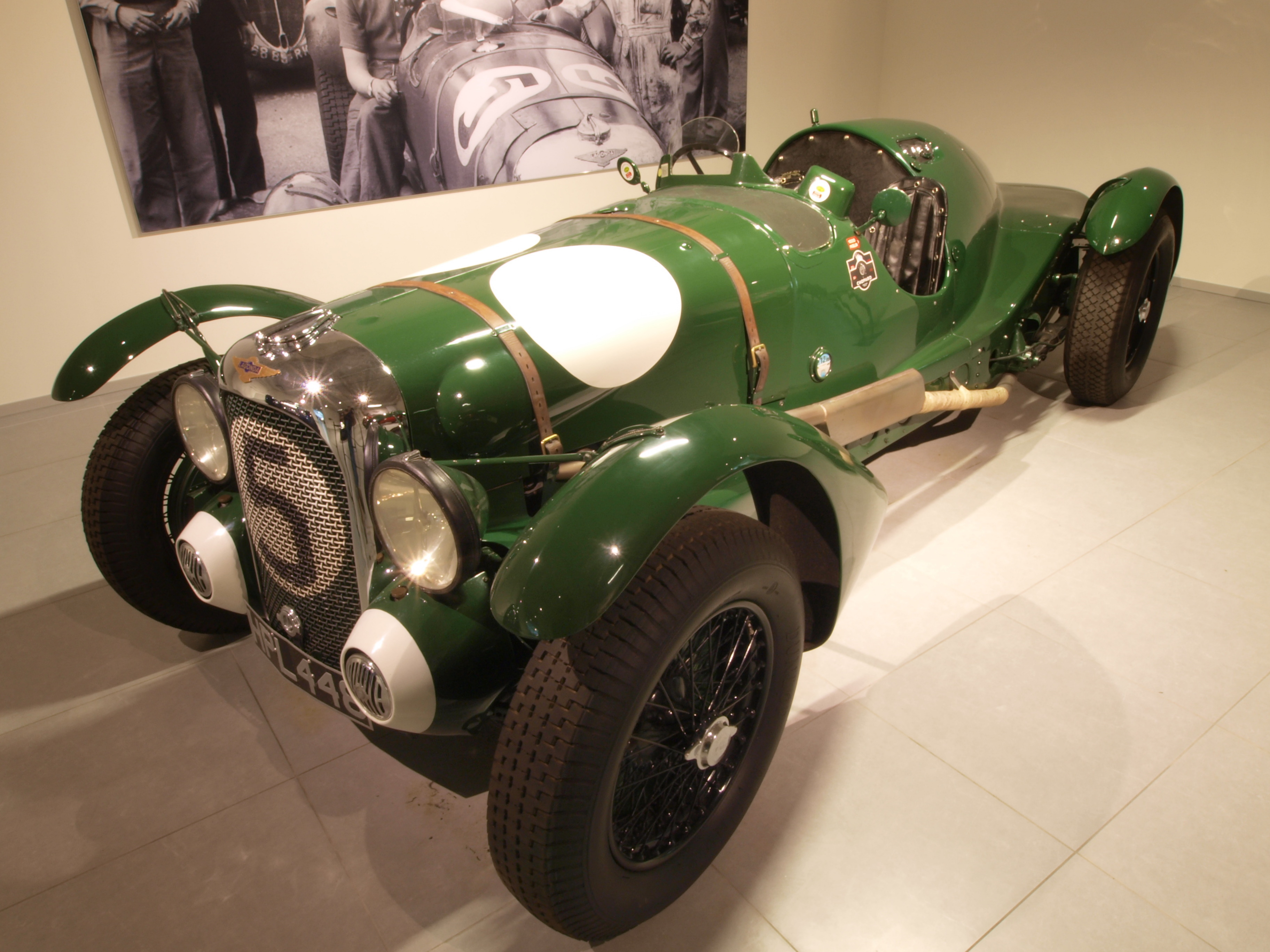
Der Lagonda V12 mit der Originalstartnummer 5; Charles Brackenbury und Arthur Dobson wurden mit diesem 1939 Dritte beim 24-Stunden-Rennen von Le Mans

Charles Edgar Mills Brackenbury (* 1. Februar 1907 in South Elkington, Lincolnshire; † 2. November 1959 in Woking) war ein britischer Automobilrennfahrer.

## Karriere
Brackenbury betrieb ab den 1930er-Jahren eine Kfz-Werkstatt unweit der Rennstrecke von Brooklands. Als er 1929 mit dem Motorsport begann, bestritt er seine ersten Rennen auf der Hochgeschwindigkeitsstrecke in Weybridge. Mehrmals war er beim 500-Meilen-Rennen am Start, konnte sich allerdings mit unterschiedlichen Fahrzeugen wie dem MG Midget oder einem Bugatti T37C nicht platzieren.
1934 startete er zum ersten Mal beim 24-Stunden-Rennen von Le Mans. Mit Partner Freddie de Clifford beendete er das Rennen auf einem Lagonda Rapier an der 16. Stelle der Gesamtwertung. Ein Jahr später wurde er Gesamtdritter, ein Ergebnis, das er 1939 wiederholen konnte. Dabei fuhr er einen der neuen Lagonda V12, die in Le Mans ihren ersten großen Renneinsatz hatten.
Nach dem Zweiten Weltkrieg nahm der den Rennsport wieder auf. Er fuhr Bergrennen, wurde 1949 Dritter beim 24-Stunden-Rennen von Spa-Francorchamps und 1950 noch einmal Sechster in Le Mans. 1953 gab er den Rennsport auf und starb sechs Jahre später im Alter von 52 Jahren.

## Statistik

### Le-Mans-Ergebnisse
| Jahr | Team                      | Fahrzeug                  | Teamkollege         | Platzierung            | Ausfallgrund      |
| ---- | ------------------------- | ------------------------- | ------------------- | ---------------------- | ----------------- |
| 1934 | Lord de Clifford          | Lagonda Rapier            | Freddie de Clifford | Rang 16                |                   |
| 1935 | Roy Eccles                | Aston Martin 1 1/2 Ulster | Charles Martin      | Rang 3 und Klassensieg |                   |
| 1937 | Arthur W. Fox             | Lagonda LG45              | Johnny Hindmarsh    | Ausfall                | Motorschaden      |
| 1939 | Lagonda Ltd.              | Lagonda V12               | Arthur Dobson       | Rang 3                 |                   |
| 1949 | Aston Martin Lagonda Ltd. | Aston Martin DB2          | Leslie Johnson      | Ausfall                | Kein Kühlerwasser |
| 1950 | Aston Martin Ltd.         | Aston Martin DB2          | Reginald Parnell    | Rang 6                 |                   |